# Острів веселки
Острів веселки (англ. Rainbow Island) — американська короткометражна кінокомедія режисера Біллі Гілберта 1917 року.

## Сюжет
Після знаходження записки в плаваючій пляшці, наш герой їде в пошуках героїні, де він наривається на плем'я канібалів.

## У ролях
- Гарольд Ллойд — Гарольд
- Снуб Поллард — Снуб
- Бібі Данієлс
- Френк Александр
- Вільям Блейсделл
- Семмі Брукс
- Волтер Кромптон
- Біллі Еванс
- Біллі Фей